# اسفند رومی (سرده)
اسفند رومی (نام علمی: Fagonia) نام یک سرده از تیره قیچیان است. این سرده در ایران ۶ گونه گیاه علفی چند ساله و غالباً تیغی دارد که در مناطق جنوبی ایران بخصوص در مناطق بیابانی می‌رویند.